# Nyitra és Pozsony
Nyitra és Pozsony est un ancien comitat de Hongrie créée lors des arbitrages de Vienne.